# 周道炯
周道炯（1933年12月—2024年1月11日），男，汉族，安徽歙县人，中华人民共和国金融人物，曾任中国证券监督管理委员会主席，第九届全国人大代表。